# David McIntosh
David Andrew McIntosh Parra (Ciudad Bolívar, 17 de fevereiro de 1973) é um futebolista venezuelano, que atua no Deportivo Italia.

## Carreira
De ascendência inglesa, atuou entre 1996 e 1999 pela Seleção Venezuelana de Futebol, tendo atuado em duas edições da Copa América. McIntosh foi o zagueiro que tomou o chapéu de Ronaldinho Gaúcho, no gol na sua estréia pela Seleção Brasileira na Copa América de 1999.